# ИнЖест

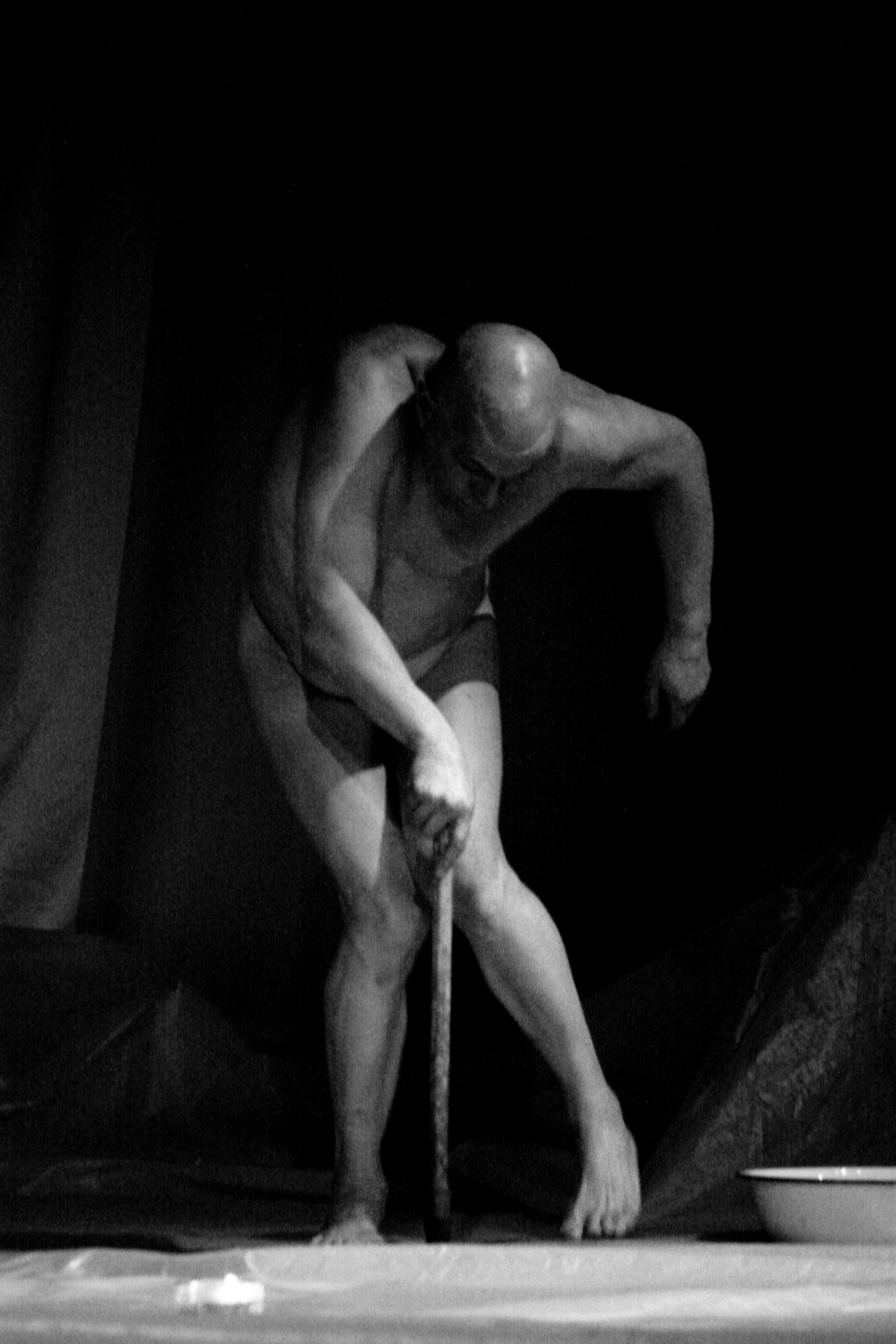
Вячеслав Иванович Иноземцев (режиссёр театра ИнЖест) в начале спектакля «…После». Пластика, характерная танцу буто.

«ИнЖест» (англ. inzhest) — белорусский пластический театр Вячеслава Иноземцева. Участник международных театральных фестивалей. Обладатель Гран-при фестиваля «SASIEDZI» (Люблин, Польша) «за оригинальные и вдохновляющие поиски среднеевропейского самосознания, новаторскую форму и особенные качества музыки», обладатель первого приза и приз за лучшую режиссуру театрального фестиваля «Карагод» (Гомель, Беларусь) за спектакль «ДК Данс», обладатель Гран-при фестиваля «Мимолет» за спектакль «ДК Данс».

## Общая информация
Название театра, «ИнЖест», имеет несколько значений:
1. Иноземцев + жест (zhest);
2. Иной жест, внутренний жест, не-жест;

Пристрастия и творческие принципы театра «ИнЖест» можно определить следующим образом: делать только то, что нравится, независимо от колебаний интересов публики и начальства; не сковывать себя литературными, драматическими, жанровыми и стилевыми рамками; тело первично — это самое близкое, что есть у человека; надо удивлять и удивляться, излишняя уверенность в понимании окружающего мира — вредна; в сфере интересов: гротеск, буффонада, карнавал, архаические, ритуальные и первичные формы театра, современное синтетическое искусство, импровизация, различные формы психофизического тренинга.

## История

### Жест
Театр «Жест» был основан в 1980 году студентами Минского института культуры Вячеславом Иноземцевым, Галиной Ерёминой, Татьяной Цурко, Сергеем Швецом, Сергеем Масько, студентом из Болгарии Иваном Минчевым и другими. За время существования театра было поставлено более 15 спектаклей.
В 1995 году произошло знакомство театра «Жест» с техникой танца Буто на уоркшопе[прояснить] Юмико Ёсиокой в Германии. В том же году актёрами театра «Жест» начинает разрабатываться оригинальная система тренинга «Танцы зверей».
В 1998 года выходит спектакль «REVERSIO» (I часть). Театр «Жест» принимал участие в международных театральных фестивалях и совместных проектах в Беларуси, Киеве, С.-Петербурге, Москве, Риге, Одессе, а также в Германии, Швейцарии, Нидерландах, Польше, Швеции, Австрии. С ноября 2001 года Вячеслав Иноземцев участвует в международном буто-проекте «TEST LABOR of TEN PEN Chii» с Юмико Ёсиокой и Йоахимом Мангером.
В феврале 2000 года актёры «Жеста» и музыканты группы «Плато» при участии Театра юного зрителя осуществили буто-акцию «ЁЛКА У».

### ИнЖест
В мае 2001 года театр «Жест» был переименован в «ИнЖест» (Иной Жест).

## Репертуар

### Спектакли
- 2010 — Доступ к телу - Жанр: техника Буто

«Доступ к телу» ― своего рода биография. Конечно, не «родился, учился», но какие-то опорные точки творческой жизни. Есть что вспомнить, о чем подумать: что было, чего не было, чего хотелось, но не случилось или случилось, но не так. Всю жизнь я занимался одним делом: дом-репитиция, репитиция-дом, спектакли. Иногда поездки, гастроли, фестивали. Театральные люди чаще всего достаточно замкнутые. Для меня моя история ― это история того, чем я занимался. Поэтому «Доступ к телу» ― спектакль о спектаклях.
— Вячеслав Иноземцев, интервью Татьяне Артимович
- 2006 — ПОСЛЕ - Жанр: техника Буто

— Какой смысл вы вложили в название юбилейного спектакля «После…» После чего?

— Как ни крути — даты давят. Театру (незаметно прошло) — четверть века. Что после этого? Будет что-то или нет? И в самой идее спектакля есть момент остановки, преграды, преломления. Все в мире, в природе, во вселенной строится таким образом, что в какой-то момент упирается в какую-то точку, за которой неизвестность. И мы не знаем, конечная ли эта точка или начало чего-то нового. Я никогда не мучился с названиями своих спектаклей. Обычно они возникали естественно, сами собой. А тут я перебрал очень много вариантов. И остановился в итоге на этом странном слове.
— Вячеслав Иноземцев, интервью «Беларусь сегодня»
- 2001 — ДК Данс - Жанр: техника Буто

…Спектакль «ДК Данс», например, возник из совершенно реальной ситуации. Мы как-то участвовали в детском новогоднем представлении. За кулисами я зацепился за что-то и упал с больших ходулей. Представляете, лежишь себе в костюме, в маске. Нелепо. Самостоятельно подняться не можешь. «ДК Данс» — простая реализация данной ситуации. Был Карнавал. Один из героев упал. Как встать? Не знаешь. Что же делать? Можно ползать, пытаться делать какую-то акробатику. Но ты все равно остаешься на этом полу. И тут появляется другой человек. Он гений. Оказывается, для того чтобы подняться, нужно лишь подрезать ходули. 
В то же время в спектакле, естественно, присутствует условность. Почему мне и дорог «ДК Данс». В нем есть так характерное для современного театра балансирование между условным образом и реальностью.
— Вячеслав Иноземцев, интервью «Вечерний Минск»
- 1995 — Тайное свидание  — Жанр: синтез театральной и пластической традиции Востока и Запада
- 1993 — Традиционная кухня острова Рюкю  — Жанр: синтез театральной и пластической традиции Востока и Запада
- 1990 — В тихом омуте…  — Жанр: фантасмагория в стиле «соц-арт»
- 1988 — Игра без правил  — Жанр: пластическая импровизация
- 1987 — Не смешно  — Жанр: клоунада
- 1986 — Капли  — Жанр: клоунада
- 1983 — Похождения бравого солдата Швейка  — Жанр: карнавальный, буффонный театр
- 1982 — Весёлая душа  — Жанр: карнавальный, буффонный театр
- 1981 — Пути и стены  — Жанр: классическая пантомима
- 1980 — Калейдоскоп  — Жанр: классическая пантомима

### Участие в проектах
- 2013 — открытый форум пластических и танцевальных театров Беларуси «ПлаSтформа-Минск-2013» — Минск, Беларусь
- 2011 — «STREAM Festival» — Вроцлав, Польша
  - спектакль «Щель» — сопродукция театра «ИнЖест» (Вячеслав Иноземцев) и «Teatra Formy» (Юзеф Маркоцки)
  - спектакль «Пандора» — интернациональный польско-немецко-белорусский проект «Teatra Formy» с участием Вячеслава Иноземцева.
- 2011 — VI Международный фестиваль хореографического искусства «Сожскi карагод» — Гомель, Беларусь
- 2011 — участие в проекте BackStage — недельный мастер-класс в Минске с участием студии театра с последующим показом буто-перфоманса «Городские цветы» — Минск, Беларусь
- 2002 — «Карагод» — Гомель, Беларусь
- 2002 — «Resonant Wave»  — Берлин, Германия
- 2002 — фестивали пластических театров «Х-ТРАДИЦИЯ» — Минск, Беларусь
- 2001 — «Winter and Summer camp» c SU-EN Butoh Company — Швеция — Беларусь
- 2001 — «Арт сессия» — Витебск, Беларусь
- 2001 — проекты с театром «SU-EN Butoh company» — Швеция
- 2001 — фестивали пластических театров «Х-ТРАДИЦИЯ» — Минск, Беларусь
- 2001 — фестиваль перформансов «Навінкі 2001» — Минск, Беларусь
- 2000 — «Festival sztuki bialoruskiej» — Познань, Польша
- 1999 — «Ex…it!99» — Германия — Польша
- 1999 — «Things-time-theatre» — Нидерланды
- 1999 — фестиваль перформансов «Навінкі 1999» — Минск, Беларусь
- 1999 — БУТО-данс проекты с театром «ТАТОЭБА» — Германия — Япония
- 1998 — «OstWest»  — Бонн, Германия
- 1989 — фестивали пантомимы «БЛАЗАН»— Минск, Беларусь
- 1987 — фестивали пантомимы «БЛАЗАН»— Минск, Беларусь